# فرانك جوريتي

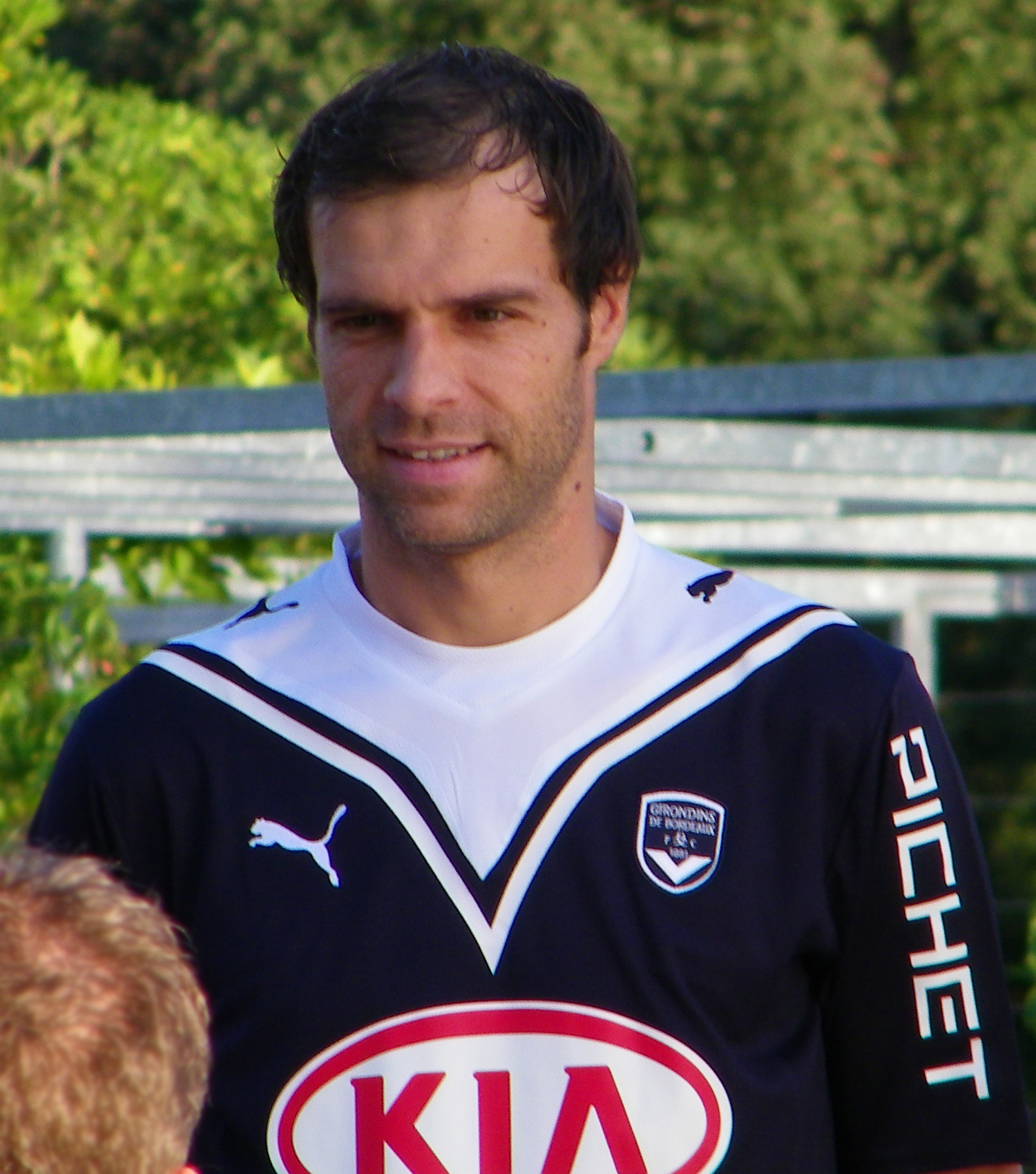

فرانك جوريتي (بالفرنسية: Franck Jurietti) ولد في (30 مارس 1975 في فالينس) لاعب كرة قدم فرنسي يلعب حاليا لصالح نادي الدرجة الأولى بوردو الفرنسي في مركز الظهير الأيمن كما يجيد اللعب في مركز الظهير الأيسر .

## المسيرة الرياضية

### الأندية
بدأ جوريتي مسيرته الرياضية في نادي ليون مع فريق الناشئين اعتبارا من موسم 1993/1994 . بسبب عدم استطاعته المشاركة مع الفريق الأول فقد قرر عدم تجديد العقد والانتقال إلى نادي غويونيون . استطاع أن يساهم في صعود النادي إلى الدرجة الأولى في موسمه الأول معهم . في 19 يوليو 1995 شارك في أول مباراة رسمية في بطولة دوري الدرجة الأولى في مواجهة نادي ميتز . في نهاية موسم 1995/1996 هبط نادي غويونيون إلى الدرجة الثانية وفي الموسم التالي فشل في الصعود السريع إلى الدرجة الأولى مما حدا بجوريتي إلى الانتقال إلى نادي باستيا حيث بقي فيه 3 سنوات .
في سنة 2000 انتقل إلى نادي موناكو ولكن خلال موسم ونصف لم يستطع أن يلعب أساسيا بشكل منتظم ولذلك تمت إعارته إلى غريمه نادي مرسيليا للنصف الثاني من موسم 2001/2002 حيث شارك أساسيا في 18 مباراة . في صيف سنة 2003 انتقل إلى نادي بوردو حيث حقق فيها أكبر إنجازاته . ساهم في تحقيق بطولة دوري الدرجة الأولى مرة واحدة والحلول وصيفا مرتين والفوز ببطولة كأس الدوري الفرنسي مرتين . كان قائدا لناديه أثناء المباراة النهائية لبطولة كأس الدوري الفرنسي في مواجهة نادي فان والتي انتهت بفوز ساحق بنتيجة 4/0 . ينتهي عقده في صيف سنة 2010 .

### المنتخبات
في سنة 2005 ونتيجة لبداية نادي بوردو الممتازة وتقديم جميع لاعبيه أداء عالي المستوى فإن مدرب منتخب فرنسا ريموند دومينيك قرر استدعاء جوريتي للمشاركة في آخر مباراتين للمنتخب الفرنسي ضمن تصفيات كأس العالم 2006 . بقي جوريتي على مقاعد الاحتياطي طوال مباراة منتخب سويسرا في 12 أكتوبر بينما في المباراة الثانية أمام منتخب قبرص في 16 أكتوبر فإنه قد دخل بديلا في الثواني الخمس الأخيرة من عمر المباراة لتصبح هذه مباراته الدولية الوحيدة في مشواره . بذلك حطم جوريتي الرقم القياسي لأقصر وقت خاض فيه مباراة دولية حيث كان الرقم السابق مسجل باسم بيرنارد بويسير الذي شارك لمدة دقيقتين في سنة 1975 .

## الإنجازات
- دوري الدرجة الأولى : 2008/2009
- كأس الدوري الفرنسي : 2006/2007 - 2008/2009
- كأس الأبطال الفرنسي : 2008/2009

## روابط خارجية
- فرانك جوريتي على موقع رابطة كرة القدم الفرنسية للمحترفين (الإنجليزية)
- فرانك جوريتي على موقع قاعدة بيانات كرة القدم.إي يو (الإنجليزية)
- فرانك جوريتي على موقع بيانات كرة القدم. دي إي (الألمانية)
- فرانك جوريتي على موقع ليكيب (الفرنسية)
- فرانك جوريتي على موقع ناشيونال فوتبول تيمز (الإنجليزية)
- فرانك جوريتي على موقع Soccerway.com (الإنجليزية)
- فرانك جوريتي على موقع عالم كرة القدم.نت (الإنجليزية)
- فرانك جوريتي على موقع كووورة